# フェルナン・ブローデル
フェルナン・ブローデル（Fernand Braudel、1902年8月24日 - 1985年11月27日）は、フランスの歴史家。経済状態や地理的条件が世界史において果たす役割に注目し、20世紀の歴史学に大変革を起こした。アナール学派の代表人物。

## 生涯

### 出生から青年期まで
20世紀最大の歴史家のひとりとして数えられるフェルナン・ブローデルは、1902年、北仏ムーズ県のバル＝ル＝デュックの40キロメートル南方に位置する小さな農村リュメヴィル＝アン＝オルノワで生まれた。父シャルル・イレール・ブローデルは小学校の教師をしていた。ブローデルの生まれた村はドイツ国境に近いロレーヌ地方に位置しており、虚弱児と診断されたブローデルは、そこで祖母に預けられ、輪作や水車小屋、鍛冶屋のしごとなどを体験し、幼少のときから普仏戦争やクリミア戦争の体験者の話を聞いて育った。1909年、父の転勤にともないパリ郊外のメリエルの小学校に入学した。ここで映画俳優ジャン・ギャバンとは同級生であった。第一次世界大戦におけるフランスの愛国的な雰囲気のなかで青年期をむかえ、進学したリセ（官立高等中学校）では漠然と医者になることを考えていたという。リセ・ヴォルテール卒業後はパリのソルボンヌ大学歴史学科に進み、地理に関心をもった。そこでは、歴史家であり経済史家であるアンリ・オゼールなどの講義を受けた。

### リセ教師から研究者へ
卒業後は、1923年から1926年まではアルジェリアのコンスタンティーヌ、1926年から1932年まではアルジェでリセの教壇に立ち、地中海世界に強い関心を抱く契機となった。この間、1925年と1926年には兵役によりラインラントを広く旅し、ドイツについて見聞を深める機会を得た。その後、1932年から1935年にはパリのリセの教師を務めた。この間、1927年にはリセの学監の娘であったポーレット・ヴァリエと結婚したが離婚、そののち、1933年にはアルジェ時代の教え子であったポール・ブラデル（当時18歳）と再婚した。
1935年から1937年にかけて、フランス政府の命令でブラジルのサンパウロ大学で教壇に立ち、1937年からはパリ高等研究実習院 (EPHE)の第4部門に勤務することとなり、歴史哲学の研究にたずさわることとなった。
1929年に歴史学誌『社会経済史年報(Annales d'histoire economique et sociale)』を創刊した歴史学者で、終生、ブローデルの「精神的な父」であったリュシアン・フェーヴルとは1937年に出会った。フェーヴルの同僚で『年報』創刊に携わり、ユダヤ人であったため1944年にナチスによって銃殺されたマルク・ブロックとの親交が始まったのもこの頃であった。

### 捕虜生活
1939年、リュシアン・フェーヴルの別荘で、のちに『フェリペ2世時代の地中海と地中海時代』(日本語題『地中海』)として結実することとなる博士論文を書き始めたが、その年すぐに第二次世界大戦が勃発し、ブローデルは砲兵隊中尉としてライン戦線(マジノ線)に動員された。1940年6月29日にはドイツ軍の捕虜となり、以後戦争の終わる1945年まで収容所で過ごすこととなった。その間、書き続けられた学習用ノートはフェーヴルのもとへ送られている。

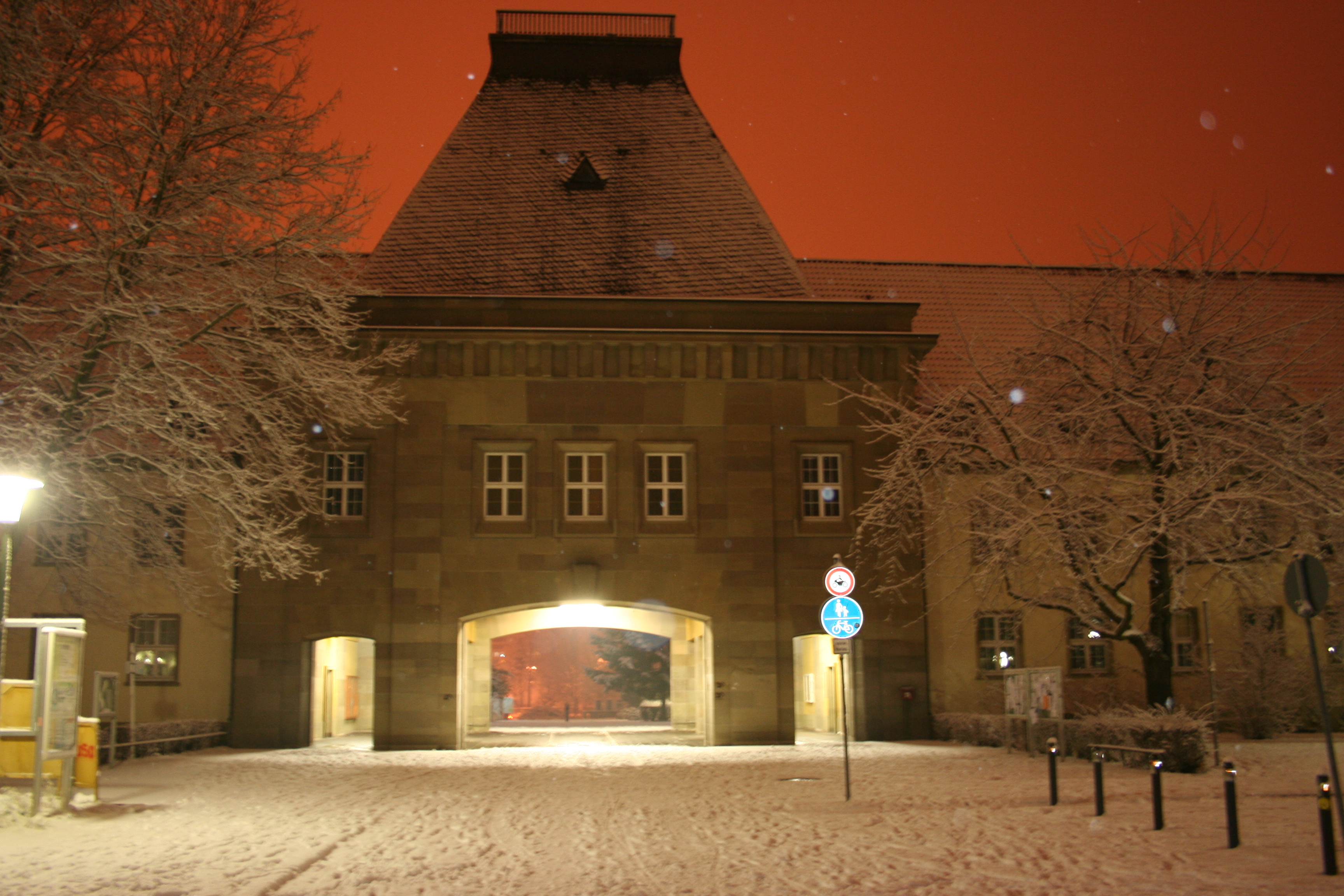
マインツ大学（正式名称は「ヨハネス・グーテンベルク大学マインツ」）。2006年1月撮影

1940年6月から1942年春まではマインツの将校捕虜収容所に収容されたが、資料のない状態にもかかわらず記憶だけをたどって博士論文の執筆を継続した。1941年に初稿を受けとったとき、フェーヴルは「とてもいい。じつに秀逸で、独創的で、力強く、生き生きとしている」「書き直すことなんかありません。早く書き終えなさい」と応えている。
ブローデルは、1941年から収容所内の同輩に対し定期的に講義をおこない、研究指導もしていたために、「捕虜収容所大学学長」に任命されるなど特別待遇を受けることとなった。マインツ大学図書館の古文書館から文献資料を自由に借りることができたため、多くのドイツ語史料を渉猟することができたのである。ブローデルは初稿を完成させるとすぐに第二草稿に取りかかった。ブローデルの書き直し方は、一部を手直しするというのではなく、章の最初からまるごと書き直すというものであった。ブローデルはこののち1942年に、リューベックの収容所に移されるが、ここは懲罰目的の収容所であったため、マインツでのような自由や特権はなかった。しかし、手元に資料がない状態でも、自他ともに認める「象の記憶力」によって原稿を書き進めることができた。ブローデルは、捕虜としてすごした間、戦争そのもの、あるいは外交や政治の動向は、歴史を考える際、むしろそれほど重要ではないという認識をいだいたものと考えられる。

### 解放そして復職
1945年5月初め、リューベックが英軍によって陥落し、ブローデルは解放された。この年の下旬にはオランダ経由でフランスに帰国している。1946年、ブローデルはパリ高等研究院第4部門に復職、また、同年にはパリ大学（ソルボンヌ大学）文学部長より高等教育教授資格試験の受験生を対象とするラテンアメリカ史の講義を任されている。
1947年3月には、5年におよぶ収容所生活で書きあげた『フェリペ2世時代の地中海と地中海時代』の公開口述審査を受けている。これは、パリ大学文学部に文学博士の学位を請求するための論文であった。1948年には、師リュシアン・フェーヴルの努力によって、経済学および社会科学を研究する高等研究院第6部門（のちの社会科学高等研究院）が創設された。このとき、フェーヴルは研究院院長に昇進し、ブローデルは事務局長の職に任じられている。

### 『地中海』の刊行と「長期持続」
1949年、ブローデル47歳のとき『地中海』(博士論文『フェリペ2世時代の地中海と地中海時代』)が刊行され、公開に供された。自費出版であった。三部構成であるが初版は一冊本になっており、1,600ページに達した。当時の印刷事情を反映して、図版や写真は一切なかった。「全体史」を目指したこの大作は、その後の歴史学に多大な影響をおよぼし、「新しい歴史学」のさきがけとなった。なお、17年後の1966年には、豊富な図表や地図、グラフ、挿図なども組み込まれ、二冊本の改訂版『地中海』が出版された。ここでは、イスラーム世界研究の進展や新しい史料の出現にもとづいてオスマン帝国に関する記載が大幅に変更されている。

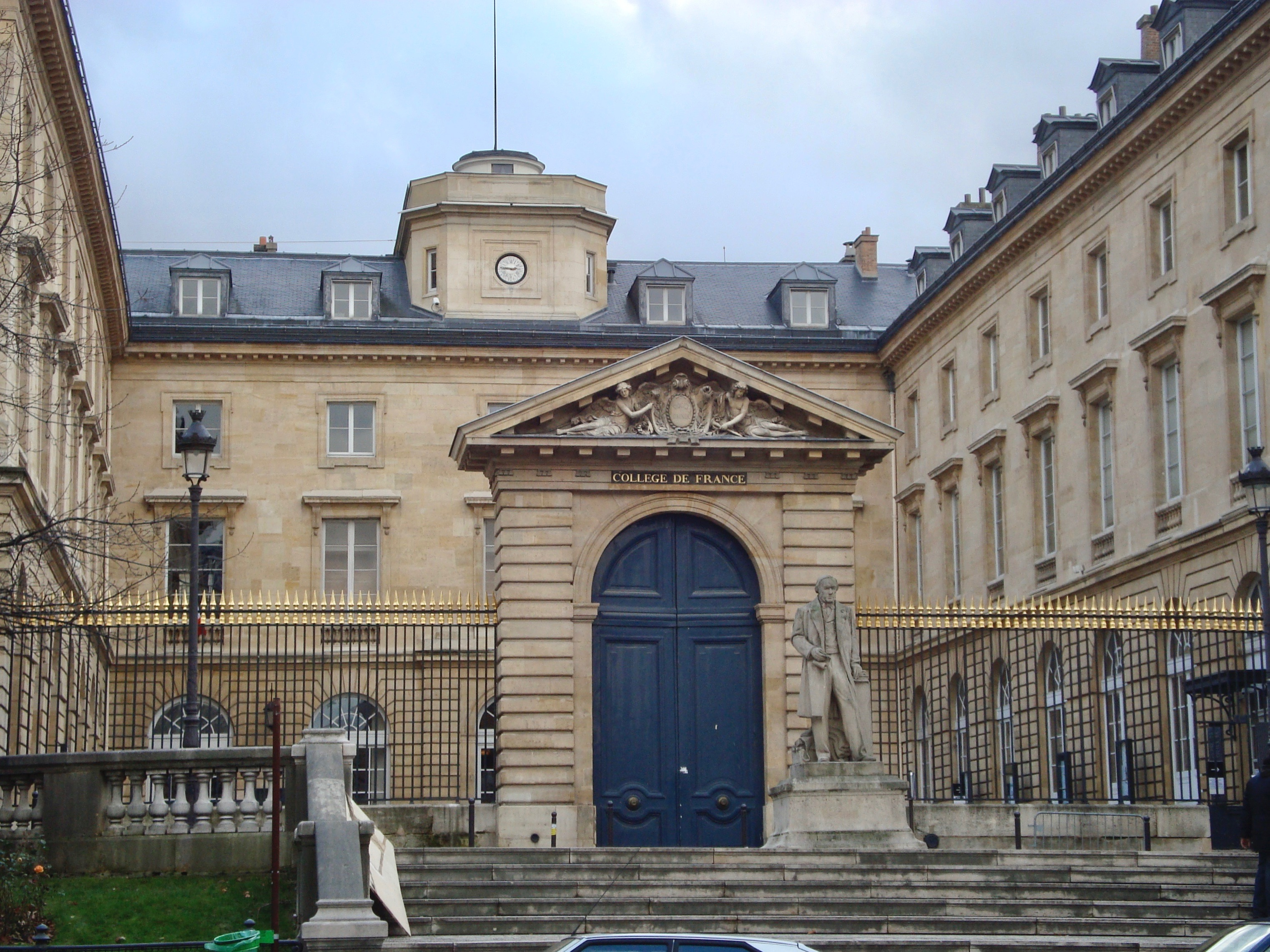
パリのコレージュ・ド・フランス

いっぽう、1949年よりコレージュ・ド・フランス (CdF) の教授を務め、1956年にリュシアン・フェーヴルが死去したのちは雑誌『アナール』(1929年創刊。旧『社会経済史年報』)の編集長および高等研究院第6部門の責任者となって、フェーヴル後のアナール学派の中心的存在として数多くの人材を育て、また、歴史学と隣接諸科学の交流に大きな役割を果たすようになった。こうして、アナール学派からは、クロード・レヴィ＝ストロース（人類学）やミシェル・フーコー（哲学・思想史）、ピエール・ブルデュー（哲学・社会学・民族学）などの新しい思潮や人間諸科学から刺激を受け、多くの若手歴史家が輩出した。
1958年には、『アナール』誌に論文「長期持続 —— 歴史と社会科学」を発表し、「歴史家にとって、いっさいは時間に始まり、時間に終わる」と唱えて、レヴィ＝ストロースの構造主義の「無時間性」に反駁を加えて「新しい歴史学」(Nouvelle histoire)のリーダーとなった。なお、ブローデルの唱える歴史学における「構造」とレヴィ＝ストロースら「構造主義」における「構造」の違いについては1966年の『地中海』第二版の結論部分でも説明がなされている。
1959年には「『アナール』30年」と「マルク・ブロック称賛」を著して「新しい歴史学」の総括をおこなった。この年、第6部門の学績が認められて教育担当官庁から多額の助成金を得たため、数多くのポストが新しく設けられた。1962年には、ロックフェラー財団の援助で歴史学を中心とする社会科学の総合研究機関「人間科学館」が創設されている。また、62年には『アナール』誌の編集事務責任者の地位をマルク・フェローに譲っている。
1963年には、リセ用の教科書『現在の世界』を執筆した。ここでは「歴史には世界の歴史しかない」という思想が貫かれており、ヨーロッパ中心の世界観は完全に克服されている。ただし、この教科書が実際の教育現場で用いられることはなく、1960年代以降、学校教育において「新しい歴史」の授業実践も流行するが、ブローデル自身も後年、歴史の初学者には出来事史を中心に教えるべきで、「新しい歴史」はリセの最終学年で教授すべきものと語っている。『地中海』第二版の刊行された1966年には、イタリアのミラノにおいて、フェリペ2世の父にあたる神聖ローマ帝国皇帝カール5世（スペイン王カルロス1世）に関する伝記『カール5世』を発表した。

### 『物質文明・経済・資本主義』の執筆と晩年

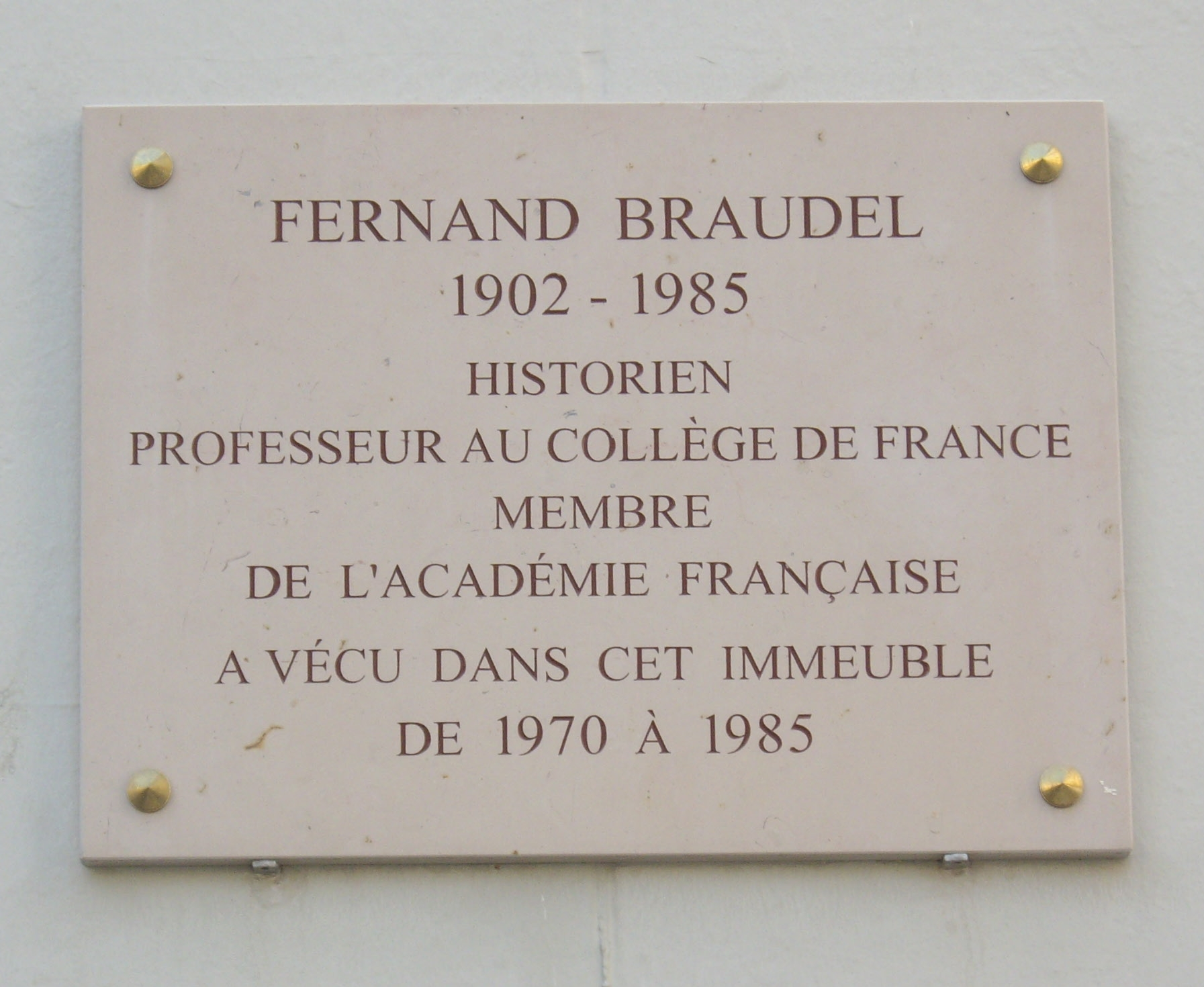
パリ13区リュ・ブリア＝サラヴァン(Rue Brillat-Savarin)のある建物に取り付けられた「フェルナン・ブローデル旧居」の案内板

1967年、のちにブローデル2冊目の大作と評される1979年刊行の『物質文明・経済・資本主義 —— 15〜18世紀』の原型となった『物質文明と資本主義』が刊行された。1969年には、ブローデルは『アナール』編集から退き、エマニュエル・ル・ロワ・ラデュリ、ジャック・ル・ゴフ、マルク・フェローに編集を委ねた。69年には、方法論的省察として『歴史論』を執筆、また、スペイン王フェリペ2世の伝記をミラノで出版している。
多くの後継者を育てたブローデルは、1972年、社会科学高等研究院（高等研究院第6部門）とコレージュ・ド・フランスを70歳で退職した。この年、『地中海』の英語版が刊行された。退職後も執筆活動を継続し、1978年には『地中海の記憶』、1979年には前掲『物質文明・経済・資本主義』、1985年には『資本主義の力学』を著し、1984年にはアンドレ・シャンソンの後を受けてアカデミー・フランセーズ会員（座席番号15）に選ばれた。1985年11月27日、フランス南東部のサヴォワ県クリューズの別荘において、最後の大作『フランスの歴史』の執筆なかばにして死去した。83歳であった。

## 学問上の功績
歴史学におけるブローデルの貢献のなかで重要とされるのが、歴史的時間における重層性の発見である。代表作『地中海』(原題『フェリペ2世時代の地中海と地中海時代』)では、歴史を「長波」・「　中波」・「　短波」の三層構造として把握することを提唱しており、表層にはまたたく間に過ぎ去る歴史、個人および出来事史という「短波」があり、そして、ゆっくりとリズムを刻む社会の歴史、すなわち、ひとつの局面、人口動態、国家そして戦争などの「中波」があり、さらに最も深層において、不変の、あるいはほとんど動くことのない自然や環境、構造、「長期持続」(la longue durée) などの「長波」があって、とくに最後の「長期持続」の相を重視する点で従来の歴史学とは一線を画した。ブローデルは、すべては緩慢な歴史すなわち「長期持続」の歴史の周りを回っていると把握したのである。つまりそれは、人類史の内部において歴史を動かす本質的な要因として決定的な作用を及ぼしてきた構造的ないし現実的な諸原型の総体であり、緩慢に生成・変化・消滅する諸事実の構造（組み合わせ）であり、さらには、諸要素として持続的に有効にはたらいてきた深層における座標の全体である。ただし、カルロス・ロハスは、「長期持続」に対し、こうした形式的定義をあたえることは比較的たやすいことであるのに対し、実際に起こった歴史の経緯を分析して、そこに長期持続を見いだし、説明していくことは難事業である、と述べている。
「本来の歴史は逸話的構成によってしか綴れない」と述べたいっぽうで、事件や出来事よりも「構造」に重きをおいたブローデルの歴史的思考は、フィリップ・アリエス、ピエール・グベール、ジョルジュ・デュビー、ロベール・マンドルー、ピエール・ショーニュ、ジャン・ドリュモー、ジャック・ル・ゴフ、マルク・フェロー、モーリス・アギュロン、エマニュエル・ル・ロワ・ラデュリ、ミシェル・ヴォヴェルら、「生きた歴史」を標榜するアナール学派の歴史家たちに深く、広汎な影響をあたえた。そこでは、歴史における重要な一主人公としての環境、社会史、生と死にかかわる態度や日常生活の底に流れる心性（マンタリテ）や感性の歴史（心性史）、マクロ的な価値変動や人口動態をはじめとする数量史、日常生活をささえる衣食住などの物質文明、あるいは歴史の深層構造の理解など、長期的に持続するものが主として研究の対象となっている。

## 栄誉
レジオンドヌール勲章「コマンドゥール」(Commandeurs de la Légion d'honneur)を受けている。また、下記の各大学の名誉教授を授与されている。
- オックスフォード大学( イギリス)
- ブリュッセル大学( ベルギー)
- マドリード大学( スペイン)
- ワルシャワ大学( ポーランド)
- ケンブリッジ大学( イギリス)
- イェール大学( アメリカ合衆国)
- ジュネーヴ大学( スイス)
- パドヴァ大学( イタリア)
- ライデン大学( オランダ)
- モントリオール大学( カナダ)
- ケルン大学( ドイツ)
- シカゴ大学( アメリカ合衆国)